# Sandhurst
Sandhurst è una cittadina di 20 803 abitanti della contea del Berkshire, in Inghilterra.
Vi ha sede dal 1947 la Reale accademia militare di Sandhurst (Royal Miliary Academy Sandhurst, RMAS), nota spesso semplicemente come "Accademia di Sandhurst", considerata la più prestigiosa accademia militare del Regno Unito.